# Pietro Paolo Bonzi

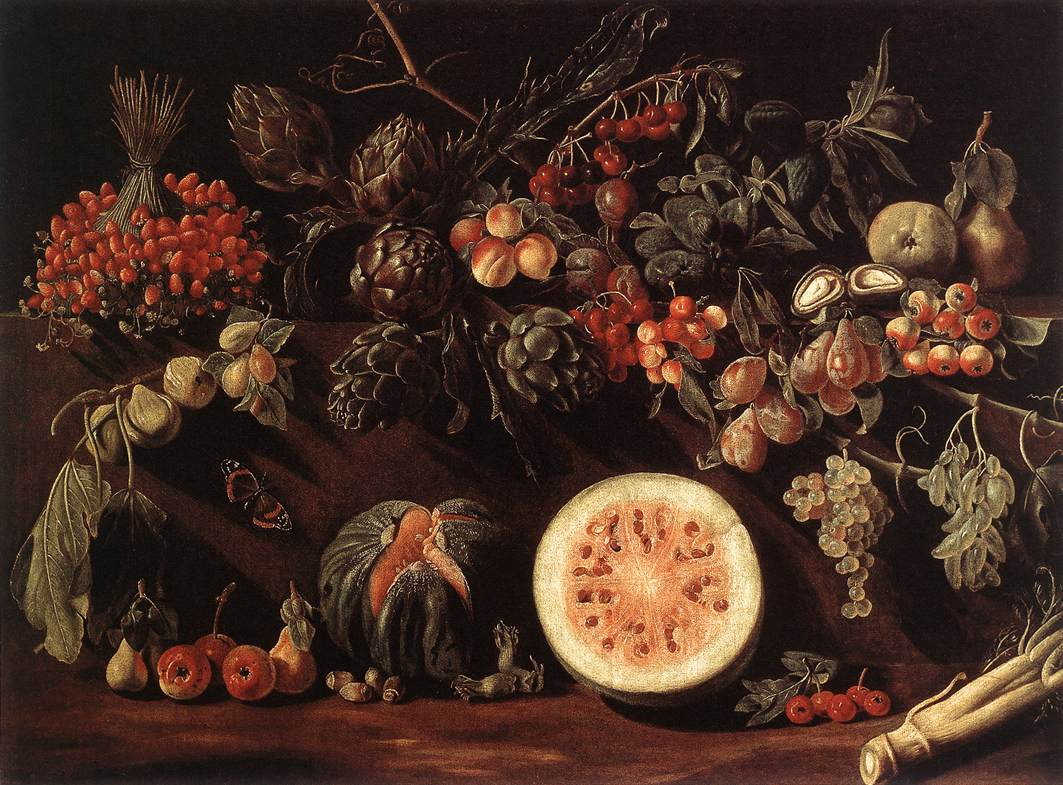
"Frukt, grönsaker och en fjäril", oljemåling av Pietro Paolo Bonzi, omkring 1620.

Pietro Paolo Bonzi kallad il Gobbo dei Carracci/da Cortona/dai frutti, född omkring 1570 och död 1630, var en italiensk blomstermålare.
Bonzi slöt sig till den bolognesiska skolan och utförde stora tavlor med frukter, vinrankor och dylikt, ibland med figurer i vardagsomgivning. Fyra av Bonzis målningar finns på Nationalmuseum i Stockholm.